# Жан-Мішель Карре
Жан-Мішель Карре (фр. Jean-Michel Carré; нар. 26 липня 1948) — французький режисер документальних фільмів, сценарист і кінопродюсер. Спочатку вивчав медицину, однак залишив навчання і поступив до школи кінематографії у Парижі. Більшість фільмів Карре викликають значних резонанс у публіки, деякі з них були заборонені. Відомий завдяки популярним фільмам про трагедію російського підводного човна Курськ: «Курськ - підводний човен в каламутній воді» (2004), та фільм про сходження до влади Володимира Путіна: «Система Путіна». У 2012 році разом з Жілем Емері зняв документальний фільм про ситуацію із станом демократії в Україні: «Україна: від демократії до хаосу?»